# Еббот і Костелло зустрічають людину-невидимку
«Еббот і Костелло зустрічають людину-невидимку» (англ. Abbott and Costello Meet the Invisible Man) — американський комедійний фільм жахів режисера Чарльза Лемонта 1951 року.

## Сюжет
Лу Франсіс і Бад Александер — приватні детективи, які щойно закінчили спецшколу. Боксер Томмі Нельсон стає їх першим клієнтом. Він втік з в'язниці, куди його посадили за безпідставним звинуваченням у вбивстві свого менеджера. Нельсон просить приятелів супроводити його до своєї нареченої, Хелен. Справа в тому, що її дядько, доктор Філіп Грей, винайшов «сироватку невидимості», яку боксер хоче собі ввести, щоб, скориставшись невидимістю, знайти справжнього вбивцю і довести свою невинність. Доктор категорично відмовляється, так як препарат ще маловідомий і нестабільний, але до дому прибуває поліція, і тоді Нельсон самовільно робить собі укол. Поліцейський Робертс допитує доктора і його племінницю, а Лу і Бад тим часом намагаються знайти невидимого боксера.
Хелен і Томмі вмовляють Лу і Бада допомогти їм у пошуках справжнього вбивці. Боксер розповідає, що підозрює організатора його останнього поєдинку, Бутса Моргана, який тиснув на покійного менеджера, щоб Нельсон «злив» бій. Лу вдає з себе боксера, а Бад — його менеджера. Вони зустрічаються в спортзалі з Рокі Хенлоном, останнім суперником Томмі. Лу, з допомогою невидимого Нельсона, нокаутує Рокі. Морган вирішує організувати офіційний поєдинок і просить Лу «злити» матч. Однак на рингу Хенлон знову нокаутований (знову невидимим Нельсоном), і за непослух Морган збирається вбити Лу, однак Томмі цьому заважає, хоча сам і отримує поранення в сутичці.
Друзі поспішає в лікарню, де відбувається переливання крові від Лу до Томмі. В процесі процедури Нельсон стає видимим, а Лу навпаки невидимим, на щастя, частково і ненадовго.

## У ролях
- Бад Еббот — приватний детектив Бад Александер
- Лу Костелло — приватний детектив Лу Франсіс
- Артур Франц — боксер Томмі Нельсон (людина-невидимка)
- Ненсі Гілд — Гелен Грей, наречена Томмі Нельсона
- Адель Джергенс — Бутс Марсден
- Шелдон Леонард — Бутс Морган
- Вільям Фраулі — поліцейський Робертс
- Гевін Мюір — доктор Філіп Грей, дядько Хелен

## Цікаві факти
- Спецефекти в картині — одні з найкращих на той час. Їх автор — Девід Хорслі, він же займався спецефектами для стрічок «Повернення людини-невидимки» (1940), «Жінка-невидимка» (1940) і «Агент-невидимка» (1942).
- Зйомки фільму проходили з 3 жовтня по 6 листопада 1950 року.
- Головні герої стрічки — Ебботт і Костелло — зіграли персонажів під власними іменами: Бад і Лу відповідно.
- В лабораторії доктора Грея на стіні висить портрет Клода Рейнса, виконавця головної ролі у фільмі «Людина-невидимка» 1933 року.

## Прем'єрний показ у різних країнах
- США — 7 березня 1951
- Франція — 25 липня 1951
- Фінляндія — 31 серпня 1951
- Швеція — 10 вересня 1951
- Данія — 29 жовтня 1951
- Італія — 10 листопада 1951
- Західна Німеччина — 8 лютого 1952
- Гонконг — 6 березня 1952
- Японія — 23 жовтня 1952
- Австрія — 24 жовтня 1952
- Португалія — 6 грудня 1952